# ونسا مورگن
وانسا مورگن (انگلیسی: Vanessa Morgan؛ زادهٔ ۲۳ مارس ۱۹۹۲) یک هنرپیشه اهل کانادا است. وی از سال ۲۰۰۰ میلادی تاکنون مشغول فعالیت بوده‌است. از جمله فعالیت‌های او می‌توان به بازی در نقش «تونی توپاز» در سریال ریوردیل و همچنین فرانکی و آلیس اشاره کرد.